# Drapeau de Saint Paul (Minnesota)
 (mai 2025).
Si vous disposez d'ouvrages ou d'articles de référence ou si vous connaissez des sites web de qualité traitant du thème abordé ici, merci de compléter l'article en donnant les références utiles à sa vérifiabilité et en les liant à la section « Notes et références ».
 (mai 2025).
La mise en forme du texte ne suit pas les recommandations de Wikipédia : il faut le « wikifier ».
Les points d'amélioration suivants sont les cas les plus fréquents. Le détail des points à revoir est peut-être précisé sur la page de discussion.
- Les titres sont pré-formatés par le logiciel. Ils ne sont ni en capitales, ni en gras.
- Le texte ne doit pas être écrit en capitales (les noms de famille non plus), ni en gras, ni en italique, ni en « petit »…
- Le gras n'est utilisé que pour surligner le titre de l'article dans l'introduction, une seule fois.
- L'italique est rarement utilisé : mots en langue étrangère, titres d'œuvres, noms de bateaux, etc.
- Les citations ne sont pas en italique mais en corps de texte normal. Elles sont entourées par des guillemets français : « et ».
- Les listes à puces sont à éviter, des paragraphes rédigés étant largement préférés. Les tableaux sont à réserver à la présentation de données structurées (résultats, etc.).
- Les appels de note de bas de page (petits chiffres en exposant, introduits par l'outil «  Source ») sont à placer entre la fin de phrase et le point final[comme ça].
- Les liens internes (vers d'autres articles de Wikipédia) sont à choisir avec parcimonie. Créez des liens vers des articles approfondissant le sujet. Les termes génériques sans rapport avec le sujet sont à éviter, ainsi que les répétitions de liens vers un même terme.
- Les liens externes sont à placer uniquement dans une section « Liens externes », à la fin de l'article. Ces liens sont à choisir avec parcimonie suivant les règles définies. Si un lien sert de source à l'article, son insertion dans le texte est à faire par les notes de bas de page.
- La présentation des références doit suivre les conventions bibliographiques. Il est recommandé d'utiliser les modèles {{Ouvrage}}, {{Chapitre}}, {{Article}}, {{Lien web}} et/ou {{Bibliographie}}. Le mode d'édition visuel peut mettre en forme automatiquement les références.
- Insérer une infobox (cadre d'informations à droite) n'est pas obligatoire pour parachever la mise en page.

Pour une aide détaillée, merci de consulter Aide:Wikification.
Si vous pensez que ces points ont été résolus, vous pouvez retirer ce bandeau et améliorer la mise en forme d'un autre article.
Le drapeau de Saint Paul est le drapeau municipal officiel de Saint Paul, Minnesota. Adopté lors d'un concours de 1932, le drapeau actuel est une bande horizontale jaune-bleu-jaune. Un bouclier rouge représentant divers aspects de l'industrie et de l'histoire de Saint-Paul est au premier plan et un ruban rouge indiquant "SAINT PAUL" en police jaune sous le bouclier.

## Conception et symbolisme
La bande bleue dans le triband représente le fleuve Mississippi, qui traverse les deux villes jumelles. Le bouclier est séparé en trois parties, avec une ligne jaune séparant une cabane en rondins jaune et un dôme jaune, la première représentant la chapelle Saint-Paul de Lucien Gautier dans la ville, construite en 1841 et devenant finalement l'homonyme de la ville. Le dôme symbolise l'importance de la ville en tant qu'emplacement du capitole de l'État du Minnesota. Connecté à la ligne est un triangle jaune avec le sommet inférieur coupé et remplacé par une section incurvée. À l'intérieur de ce triangle se trouve une roue ailée bleue, représentant le rôle de la ville en tant que plaque tournante du transport. Le bouclier rouge symbolise le progrès et l'esprit de saint Paul. Là où les deux engrammes au sommet du bouclier se rencontrent, une étoile bleue peut être trouvée, représentant l'étoile du nord, un symbole populaire du Minnesota et symbolique de l'allégeance de Saint Paul au Minnesota.

## Histoire
La St. Paul Association of Commerce a parrainé un concours à l'échelle de la ville pour un nouveau drapeau de la ville. Le gagnant a été conçu par Gladys Mittle, étudiante en art au College of St.Catherine, et a été officiellement adopté le 22 novembre 1932. La première grande exposition du drapeau a eu lieu le 30 mars 1935, lorsque des milliers de personnes ont volé pour la Saint-Paul. Une enquête de 2004 de la North American Vexillological Association sur les drapeaux des villes des États-Unis a placé St.Paul's au 44e rang, se classant sous le drapeau de Minneapolis. Le maire Randy Kelly aurait exprimé son intérêt à orchestrer un nouveau concours de drapeaux au moment de l'enquête; cependant, cette idée n'a pas décollé. Avant cela, le drapeau était un peu difficile à trouver dans toute la ville, un vexillologue étant incapable de trouver des affichages publics. Depuis lors, le drapeau a connu une croissance de popularité, avec un site Web Blogspot vendant entre 200 et 300 drapeaux en 2014. Le drapeau a été repéré sur de grands sites tels que le terrain du CHS, les matchs du Minnesota United FC et le parcours de mini-golf Can Can Wonderland.